# Odkryć prawdę (film)
Odkryć prawdę – polski film dokumentalny z 2007 w reżyserii Aliny Czerniakowskiej.
Film dotyczy następujących wątków najnowszej historii Polski:
- podziemie antykomunistyczne po II wojnie światowej
- represje wobec żołnierzy podziemnych
- antylustracja postkomunistyczna, brak lustracji majątkowej
- dekomunizacja
- ugrupowania solidarnościowe
- okres przemian społecznych i politycznych lat 80. XX wieku
- rola inteligencji polskiej w najnowszej historii Polski
- Okrągły Stół
- przejęcie majątku narodowego, korupcja
- stan archiwów byłych służb bezpieczeństwa i PZPR
- istnienie archiwów moskiewskich
- społeczeństwo postkomunistyczne

W materiałach archiwalnych i na zdjęciach ukazane zostały następujące postacie historyczne: Maciej Rybiński, Czesław Kiszczak, Adam Michnik, ks. Jerzy Popiełuszko, Marek Nowakowski, abp Józef Życiński, Lech Wałęsa, Aleksander Kwaśniewski, Wojciech Olejniczak, Leszek Miller, por. Zygmunt Szymanowski, Waldemar Budkiewicz pseud. Roland, por. Jan Borysewicz, por. Wiktor Zacheusz Nowowiejski, ppor. Włodzimierz Citowiecki, Elżbieta Kolendo-Cichocka, Mieczysław Jeżewski, Donald Tusk, Tadeusz Mazowiecki, Jacek Kuroń, Wojciech Jaruzelski, Andrzej Wajda, Józef Oleksy, Małgorzata Niezabitowska, kard. Józef Glemp, Leszek Kołakowski, Wisława Szymborska, Ryszard Kapuściński, Bronisław Geremek.
W filmie utrwalone zostały fragmenty wywiadów z: Janem Olszewskim (były premier RP), Leszkiem Żebrowskim i Piotrem Gontarczykiem (z-ca dyr. Biura Udostępniania i Administracji Dokumentów IPN).